# Psamatodes rimosata
Psamatodes rimosata är en fjärilsart som beskrevs av Philipp Christoph Zeller 1857. Psamatodes rimosata ingår i släktet Psamatodes och familjen mätare. Inga underarter finns listade i Catalogue of Life.